# Kill the Child
Kill the Child – album koncertowy amerykańskiego zespołu Swans, wydany w 1995 przez Disaster Records. W 1996 nakładem Atavistic ukazała się reedycja albumu.
Płyta zawiera nagrania zarejestrowane w latach 1985–1987 na koncertach w Wielkiej Brytanii, Niemczech i Jugosławii.

## Lista utworów
Wersja CD:
| Nr | Tytuł utworu | Długość |
| -- | --- | ------- |
| 1. | „Kill the Child” a. „Like a Drug (Sha La La La)” b. „Beautiful Child” c. „Blind Love” d. „Coward” e. „Blood and Honey” f. „Sex, God, Sex” g. „Untitled” h. „A Screw (Holy Money)” | 62:17   |

## Twórcy
- Michael Gira – śpiew
- Jarboe – instrumenty klawiszowe
- Norman Westberg – gitara elektryczna
- Algis Kizys – gitara basowa
- Ronaldo Gonzalez – perkusja
- Ted Parsons – perkusja

## Kings of Independence (VHS)
Dwa pierwsze utwory z albumu znalazły się również na wideo zatytułowanym Kings of Independence, wydanym w 1987 przez Stud!o K7. Oprócz nagrań Swans kaseta VHS zawiera także utwory koncertowe innych zespołów.
| Nr | Tytuł utworu             | Wykonawca                   | Długość |
| -- | ------------------------ | --------------------------- | ------- |
| 1. | „Stranger Than Kindness” | Nick Cave and the Bad Seeds |         |
| 2. | „St. Huck”               | Nick Cave and the Bad Seeds |         |
| 3. | „All Must Be Love”       | Crime and The City Solution |         |
| 4. | „Steal to the Sea”       | Crime and The City Solution |         |
| 5. | „Grain Will Bear Grain”  | Crime and The City Solution |         |
| 6. | „Beautiful Child”        | Swans                       |         |
| 7. | „Like a Drug”            | Swans                       |         |